# 킬링 오브 투 러버스
킬링 오브 투 러버스(The Killing of Two Lovers)는 미국에서 제작된 로버트 맥호이안 감독의 2020년 멜로/로맨스 영화이다. 클레인 크로포드 등이 주연으로 출연하였다.
2020년 1월 27일 선댄스 영화제에서 전 세계 초연되었다. 2021년 5월 14일 네온에 의해 개봉되었다.

## 출연

### 주연
- 클레인 크로포드
- 세피데 모아피
- 크리스 코이